# ECHELON
ECHELON és la major xarxa d'espionatge i anàlisi de la història, creada per a interceptar comunicacions electròniques. Controlada per la comunitat UKUSA (Estats Units, Canadà, Gran Bretanya, Austràlia, i Nova Zelanda), ECHELON pot capturar comunicacions per ràdio i satèl·lit, trucades de telèfon, fax i e-mail a gairebé tot el món i inclou l'anàlisi automàtica i la classificació de les intercepcions. S'estima que ECHELON intercepta més de tres mil milions de comunicacions cada dia.
Malgrat haver estat presumptivament construïda per a controlar les comunicacions militars i diplomàtiques de la Unió Soviètica i els seus aliats, se sospita que en l'actualitat ECHELON és utilitzada també per trobar pistes sobre trames terroristes, plans del narcotràfic i intel·ligència política i diplomàtica. Els seus crítics afirmen que el sistema és utilitzat també per a l'espionatge econòmic i la invasió de privadesa en gran escala.
Els membres d'aquesta aliança de parla anglesa són part de l'aliança d'intel·ligència UKUSA, que funciona des de la Segona Guerra Mundial. L'existència d'ECHELON va ser feta pública el 1976 per Winslow Peck.
Diverses fonts afirmen que aquests estats han ubicat estacions d'intercepció electrònica i satèl·lits espacials per capturar gran part de les comunicacions establertes per ràdio, satèl·lit, microones, telèfon mòbil i fibra òptica. Els senyals capturats són després processats per una sèrie de superordinadors, coneguts com a diccionaris, que han estat programats per buscar patrons específics en cada comunicació, ja sigui adreces, paraules, frases o fins i tot veus específiques.
El sistema està sota l'administració de la National Security Agency (Agència de Seguretat Nacional). Aquesta organització compta amb 100.000 empleats tan sols a Maryland, Estats Units (altres fonts parlen de 380.000 empleats a escala mundial), per la qual cosa és probablement la major organització d'espionatge del món.
A cada estat dins de l'aliança UKUSA li és assignat una responsabilitat sobre el control de diferents àrees del planeta. La tasca principal del Canadà solia ser el control de l'àrea meridional de l'antiga Unió Soviètica. Durant el període de la guerra freda es va posar major èmfasi en el control de comunicacions per satèl·lit i radi a Amèrica central i Amèrica del Sud, principalment com a mesura per localitzar-hi tràfic de drogues. Els Estats Units, amb la seva gran cadena de satèl·lits espies i ports d'escolta controlen gran part de Llatinoamèrica, Àsia, Rússia asiàtica i el nord de la Xina. La Gran Bretanya intercepta comunicacions a Europa, Rússia i l'Àfrica. Austràlia examina les comunicacions d'Indoxina, Indonèsia i el sud de la Xina, mentre que Nova Zelanda s'ocupa del Pacífic occidental.
Segons algunes fonts el sistema disposa de 120 estacions fixes i satèl·lits geoestacionaris. Entre totes podrien filtrar més del 90% del tràfic d'Internet. Les antenes d'Echelon poden captar ones electromagnètiques i transferir-les a un lloc central per al seu processament. Es recullen els missatges aleatòriament i es processen mitjançant diversos filtres buscant paraules clau. Aquest procediment s'anomena "Control estratègic de les telecomunicacions".
El 2001, el Parlament Europeu va constatar l'existència d'un sistema d'intercepció mundial de les comunicacions, resultat d'una cooperació entre els Estats Units, el Regne Unit, el Canadà, Austràlia i Nova Zelanda."

## Controvèrsia
El Parlament Europeu va decidir crear una comissió per investigar la xarxa ECHELON el 5 de juliol de 2000. El motiu va ser l'informe titulat Capacitats d'Intercepció 2000, en el qual s'informava de l'ús d'informació recollida per la xarxa ECHELON per a finalitats comercials dels països UKUSA. Dos exemples il·lustren aquesta informació: el 1994, el grup francès Thompson-CSF hauria perdut un contracte amb el Brasil per valor de 1.300 milions de dòlars en favor de la nord-americana Raytheon, gràcies a informació comercial interceptada per ECHELON que hauria estat subministrat a Raytheon. Aquell mateix any Airbus hauria perdut un contracte de 6.000 milions de dòlars amb Aràbia Saudita en favor de les empreses nord-americanes Boeing i McDonnell Douglas, gràcies al fet que les negociacions entre Airbus i els seus interlocutors àrabs haurien estat interceptades per ECHELON, i la informació facilitada a les empreses nord-americanes.